# Лидски замак
Лидски замак (блр. Лідскі замак; рус. Лидский замок) тврђава је у граду Лиди у Гродњенској области, на западу Републике Белорусије. Једна је од неколико тврђава које је подигао велики литвански књаз Гедимин почетком XIV века у циљу успешније одбране властитих земаља од упада Тевтонских крсташких витезова.

## Историјат
Тврђава је саграђена на природном узвишењу окруженом двема рекама Каменком и Лидзејом на истоку и западу, док је са северне стране постојао канал ширине 20 метара који је раздвајао тврђаву од остатка насеља. Градња је започела током 1323, а као главни грађевински материјал кориштен је камен (зидови су касније ојачани црвеном циглом). Градња је завршена 1328. године. Тврђава је грађена у виду неправилног квадрата са две куле једне наспрам друге. У унутрашњости тврђаве налазила се и православна црква која је 1533. измештена у средиште града, те бројне важне институције тог времена (суд, архив). 
Иако је тврђава имала утврђене зидове, потпадала је под власт нападача у неколико наврата. Витезови Тевтонског реда су освајали Лидски замак у два наврата 1384. и 1392. године. 
Током Великог северног рата (1700—1721) Швеђани су у два наврата пустошили тврђаву (и сам град Лиду) и оба пута рушили њене куле. Последња велика битка под зидинама Лидског замка десила се 1794. у време устанка Тадеуша Кошћушког и Руса. 
Након великог пожара који је 1891. захватио град и уништио велики део грађевина у њему, југозападна кула и делови западног зида су порушени, а тај материјал је искориштен за обнову у пожару уништених кућа. Тоталну деструкцију грађевине спречила је екипа археолога из Санкт Петербурга, а делимична обнова зидина одвијала се током 1920-их година. 
Интензивнија рестаурација започета је током 1982. године када су зидине обложене делом црвеним циглама до 12 метара висине. Најзначајнија рестаурација започела је током 2010. године. 
Године 1953. Лидски замак је уврштен на листу споменика културе од великог значаја и под заштитом је државе. 
Сваке године се у тврђави одржава традиционални турнир у средњовековним витешким дисциплинама. Куле се последњих година претварају у музеје са сталним поставкама везаним за историју тврђаве и града. 

## Галерија
- Замак 2007.
- Гравира из 1890.
- Пластични детаљ са зидова
- Поштанска маркица издата 2012.